# 圓點鏢鱸
暗尾鏢鱸為輻鰭魚綱鱸形目鱸亞目河鱸科的其中一種，分布於美國北卡羅萊納州沃卡莫湖流域，體長可達9公分，棲息在沙泥底質的湖泊，雄魚具有護卵的行為。